# Цокуренко Костянтин Ігорович
Костянти́н І́горович Цокуре́нко (нар. 3 серпня 1987, Запоріжжя — пом. 9 червня 2022,  між с. Тернова та Байрак) — український військовослужбовець, старший солдат Збройних Сил України, розвідник-артилерист, учасник російсько-української війни, який загинув під час російського вторгнення в Україну.

## Життєпис
Народився 3 серпня 1987 року. Мешкав у Запоріжжі. Навчався у Запорізькій гімназії №39.
У 2002 році вступив до радіотехнічного коледжу, після чого до Запорізького державного технічного університету.
Останні роки працював на різних професіях, був оцінювачем в ломбарді. Там він познайомився з Іриною, яка згодом стала його дружиною.
21 грудня 2022 року він зробив пропозицію Ірині. 19 лютого вони одружились. Для друзів це стало несподіваним, бо Костянтин був як «закоренілий холостяк», проте виявилось, що він мріяв про сім'ю та дитину.
29 березня 2022 року встав на захист України. Він потрапив до 92-гої окремої механізованої бригади імені кошового отамана Івана Сірка СВ ЗСУ і почав давати відсіч в боях за Харків. За ці бої 6 травня 2022 його бригада була нагороджена почесною відзнакою «За мужність та відвагу».
Тоді сім'я чекала на першу дитину. Після того, як Цокуренко пішов на війну, дитина досягла віку, при якому було визначено її стать. Мав народитись хлопець. Та через переживання за Костянтина, мати народила дитину на 27-му тижні. На 8-му дні дитині стало зле. За словами Ірини, він помирав на очах.
9 червня 2022 року внаслідок вибухової травми загинув між селами Тернова та Байрак Чугуївського району Харківської області.
30 червня 2022 року був похований на Алеї Слави цвинтаря Святого Миколая у Запоріжжі. Там же поховали його сина.

## Нагороди
- орден «За мужність» III ступеня (2022) (посмертно) — за особисту мужність і самовіддані дії, виявлені у захисті державного суверенітету та територіальної цілісності України, вірність військовій присязі[6].

## Вшанування пам'яті
- У липні 2023 в Запоріжжі, на дім на Пісках, де жив Костянтин встановили меморіальну дошку Запорізький обласний ТЦК та СП і Центр цивільно-військового співробітництва.[7]
- Про воїна знято документальний фільм «Ангели Перемоги. Костянтин Цокуренко», який презентовано 4 вересня 2022 року на телеканалі «МТМ».[3]

## Сім'я
- Мати — Олена Цокуренко.[3]
- Батько — Ігор Цокуренко.[3]
- Дружина — Ірина Василівна Цокуренко (до шлюбу Коваленко).[3]
- Син — Артем Цокуренко (нар. 2022 — пом. 2022).[3]